# Casa (álbum)
Casa es el único álbum de Natalia y La Forquetina, una banda mexicana conformada por Natalia Lafourcade, César Chanona, Alonso Cortés y Yunuen Viveros. Casa fue publicado en México el 30 de agosto de 2005. Alcanzó el puesto número 1 en el Top 100 de México en el AMPROFON. Obtuvo una certificación de Platino en México.
El primer sencillo de este álbum fue «Ser Humano» lanzado a mediados de 2005. El segundo sencillo fue «Casa» lanzado a finales del mismo año.
En 2006 ganó en los Premios Grammy Latino por 'Mejor Álbum de Rock por Dúo o Grupo Vocal'. El tercer sencillo fue «Solamente Te Lo Doy A Ti» que fue utilizado en la banda sonora de la película mexicana Niñas Mal.
El bonustrack «O Pato (Un Pato)», fue lanzado en primer lugar en la banda sonora de la película mexicana Temporada de Patos.
En la reedición del álbum viene la canción «Piel Canela» que viene incluido también en el álbum tributo a Tin-Tan y lanzado como sencillo promocional.

## Lista de canciones
| Lista de canciones - edición estándar. |                                  |          |  |
| N.º                                    | Título                           | Duración |  |
| 1.                                     | «En Tus Ojos»                    | 3:59     |  |
| 2.                                     | «El Amor es Rosa»                | 3:58     |  |
| 3.                                     | «Casa»                           | 3:58     |  |
| 4.                                     | «Gusano»                         | 3:35     |  |
| 5.                                     | «Cuarto Encima»                  | 4:19     |  |
| 6.                                     | «Alimento de la Vida»            | 3:15     |  |
| 7.                                     | «Suelo»                          | 3:41     |  |
| 8.                                     | «En Dirección Contraria»         | 4:17     |  |
| 9.                                     | «Saúl»                           | 3:11     |  |
| 10.                                    | «Ser Humano»                     | 3:31     |  |
| 11.                                    | «Tic Tac»                        | 2:51     |  |
| 12.                                    | «Con las Hojas las Hormigas»     | 4:11     |  |
| 13.                                    | «Solamente te lo Doy a Ti»       | 3:48     |  |
| 14.                                    | «Cuando Todo Cambia»             | 3:23     |  |
| 15.                                    | «O Pato (Un Pato)» (Bonus track) | 2:17     |  |
| 57:16                                  |                                  |          |  |

| Lista de canciones - Edición iTunes. |               |              |          |  |
| N.º                                  | Título        | Escritor(es) | Duración |  |
| 16.                                  | «Piel Canela» | Bobby Capó   | 3:52     |  |
| 60:68                                |               |              |          |  |

| Lista de canciones - Edición Especial. |                       |              |          |  |
| N.º                                    | Título                | Escritor(es) | Duración |  |
| 16.                                    | «Elefantes» (En vivo) | Lafourcade   | 4:28     |  |
| 17.                                    | «Mango» (En vivo)     | Lafourcade   | 3:44     |  |

## Posicionamiento en listas

### Semanales
| País   | Lista (2005)        | Mejor posición |
| ------ | ------------------- | -------------- |
| México | Mexican Album Chart | 1              |

### Certificaciones y ventas
| País   | Organismo Certificador | Certificación | Simbolización | Ref.  |
| ------ | ---------------------- | ------------- | ------------- | ----- |
| México | AMPROFON               | Oro           | ●             | [ 4 ] |